# 李云在

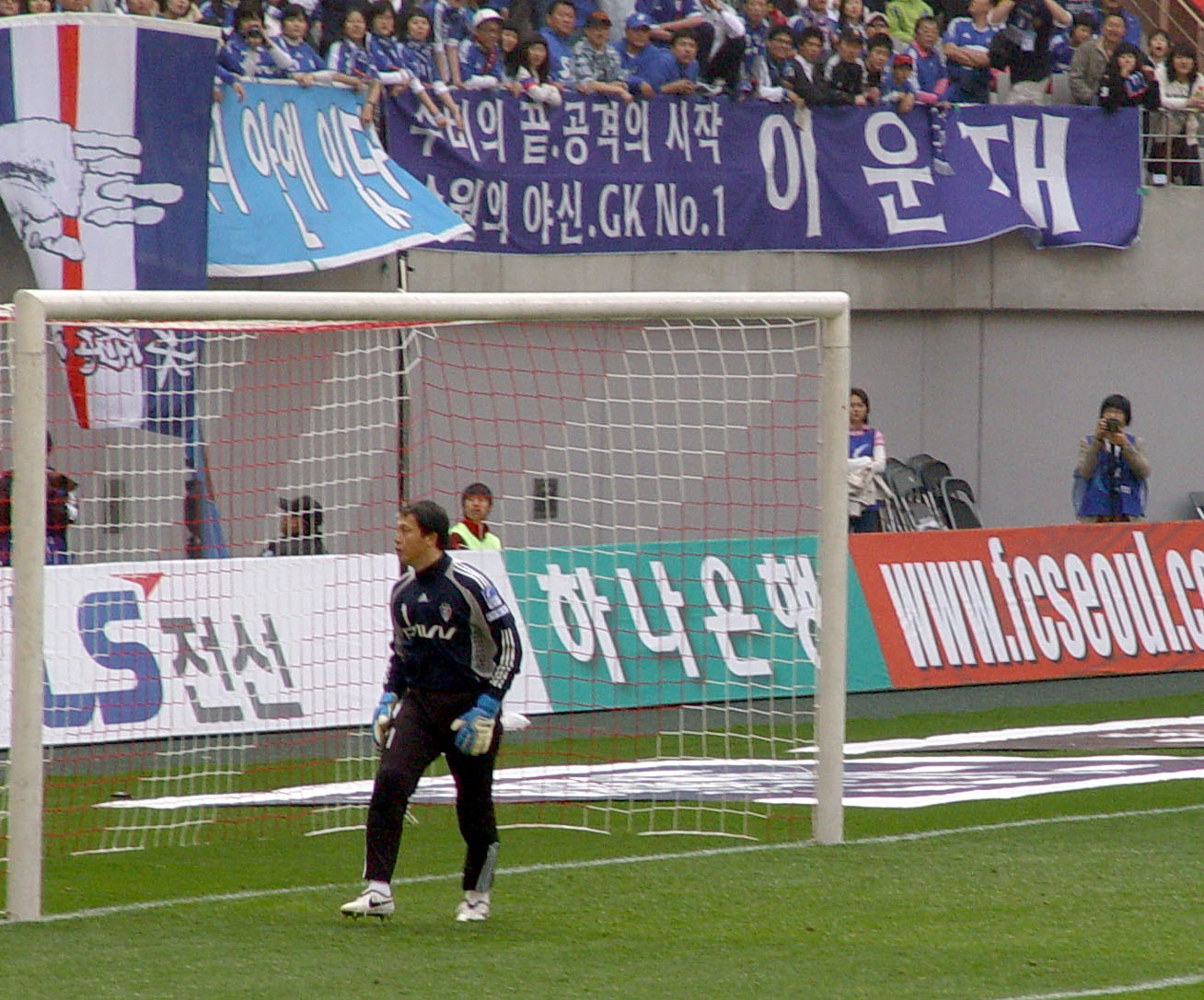
2008年

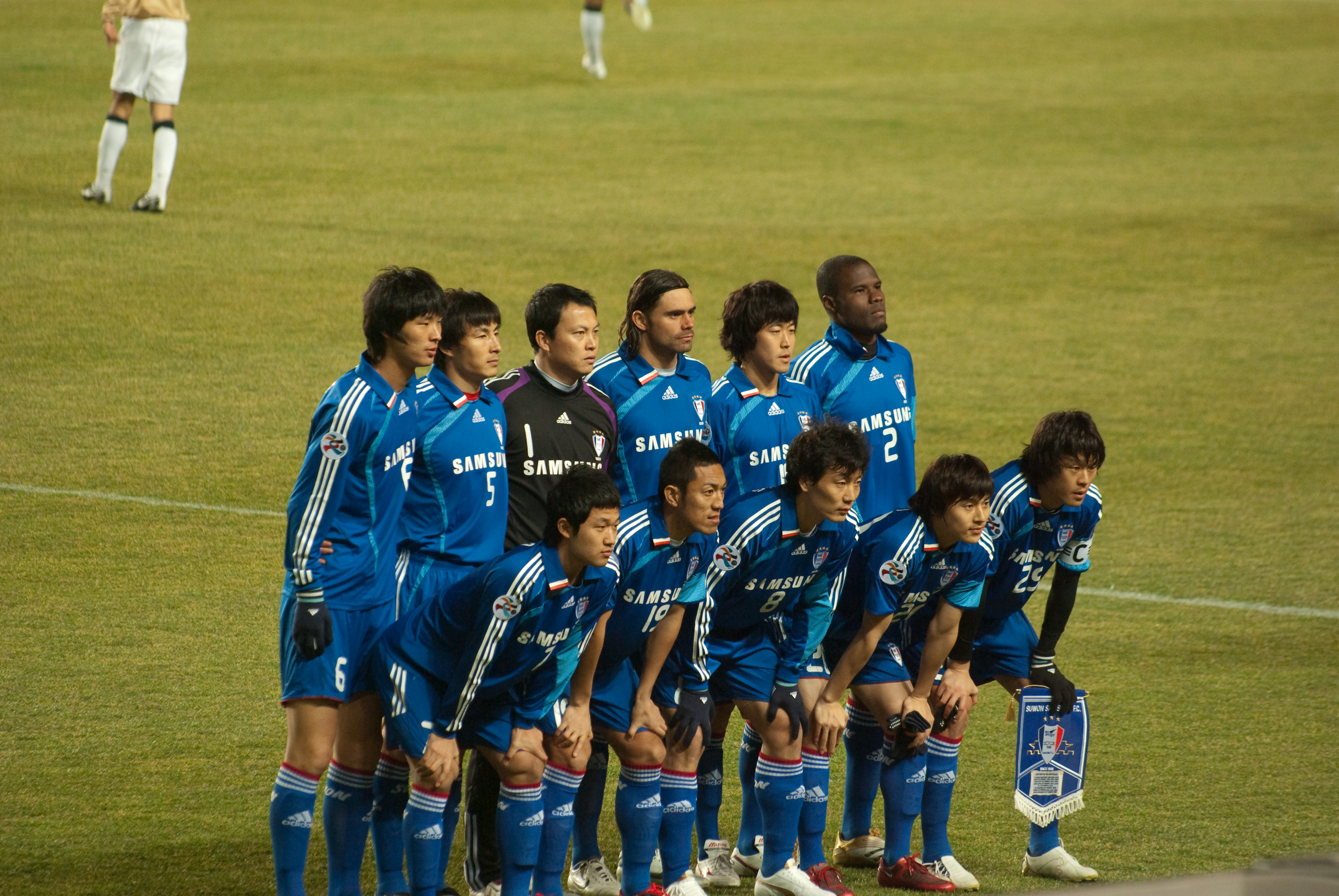
2009年

李雲在（1973年4月26日—），退役韩国足球运动员，司职守门员。
李云在作为韩国国奥队队员，参加了1992年的巴塞罗那奥运会，他作为超龄球员亦参加了2000年悉尼奥运会。
1994年，20岁的李云在就首次入选了韩国国家队，不过当时他还稍显稚嫩，是国家队的第三门将。
他於1996年從慶熙大學加入水原三星藍翼，2000年因需服兵役，加入光州尚武不死鳥，尙武（상무）是韓國軍事體育部門，由參加韓國兩年義務兵役的青年職業足球運動員所組成。兩年義務兵役後，他返回水原三星藍翼。
2002年韩日世界杯，李云在成为韩国国家队的主力门将，正是凭借李云在的神勇表现韩国队最终杀进四强，为他赢得了“亚洲第一门将”的美誉。
2007年亚洲杯，李云在首次在大赛中担任韩国队的队长。
李云在于2010年8月6日正式宣布退出韩国国家队，也由此结束了他长达16年的韩国国脚生涯，李云在共代表韩国国家队参加过4次世界杯，包括1994年美国世界杯、2002年韩日世界杯、2006年德国世界杯以及2010年南非世界杯。
2011年李云在转投全南天龙，2012年K联赛结束后李云在宣佈结束球员生涯。

## 荣誉
李云在帮助水原队赢得四次K联赛冠军、两次韩国足协杯冠军、四次韩国联赛杯冠军、一次亚洲冠军联赛冠军、一次亚洲超级杯冠军、一次A3联赛冠军和一次泛太平洋锦标赛冠军。

## 外部連結
- 李云在在 kleague.com上的出场纪录（韓語）
- Lee Woon-jae – National Team Stats （页面存档备份，存于） at KFA
- 李云在 – FIFA國際賽競賽紀錄 (存檔)
- 李云在在 National-Football-Teams.com 上的出场纪录
- International Appearances & Goals （页面存档备份，存于）
- Naver Sports Record